# 新江街道 (河源市)
新江街道是中国广东省河源市源城区下辖的一个街道。辖区总面积3.7平方公里，下辖6个社区，总人口4.40万人。

## 行政区划
下辖6个居委会：城南社区、上角社区、卫星社区、城西社区、龙尾坝社区、朱门亭社区。